# National show horse
National Show Horse  är en hästras som härstammar från USA. Den amerikanska showhästen är en väldigt ny hästras, då det första exemplaret registrerades först 1981. Den utvecklades speciellt för showridning och för att locka fler anhängare till sporten. National show horse är en ras som är känd för sitt vackra utseende och fantastiska rörelser. 

## Historia
Utvecklandet av National Show Horse började med en förening som startades under slutet av 1970-talet, The National Showhorse Registry, innan rasen ens existerade. Medlemmarna i föreningen hade då planer på att förbättra det dåliga rykte som florerade runt shower och utställningar samt att locka mer folk till sporten. De ville samtidigt möta folkets efterfrågan på vackra hästar med bra aktion och rörelser som skulle utmärka sig på utställningarna. 
För att få fram den perfekta utställningshästen ville man ha det ädla, vackra utseendet hos det arabiska fullblodet och steget, gångarterna och rörelserna från den amerikanska saddlebredhästen, en annan amerikansk hästras som är vanlig inom showridning. Med dessa två raser korsade man till slut fram en perfekt häst som mötte de krav som ställdes av utställare och uppfödare. Den första registrerade hästen skrevs in i föreningen 1981. Man tillät sedan olika hästar med dessa två blodslinjer att registreras hos föreningen. 

## Egenskaper
National Show Horse är en ras som är känd för att vara vacker och de ska även ha ett trevligt och lätthanterligt lynne. Rörelserna är fantastiska och hästarna har naturlig fallenhet för att lära sig och att utveckla extra gångarter, så kallad "gaited", något som är viktigt i många klasser inom showridningen. Rasen är ädel, med litet huvud, stora ögon och vackra proportioner.